# Toblerone

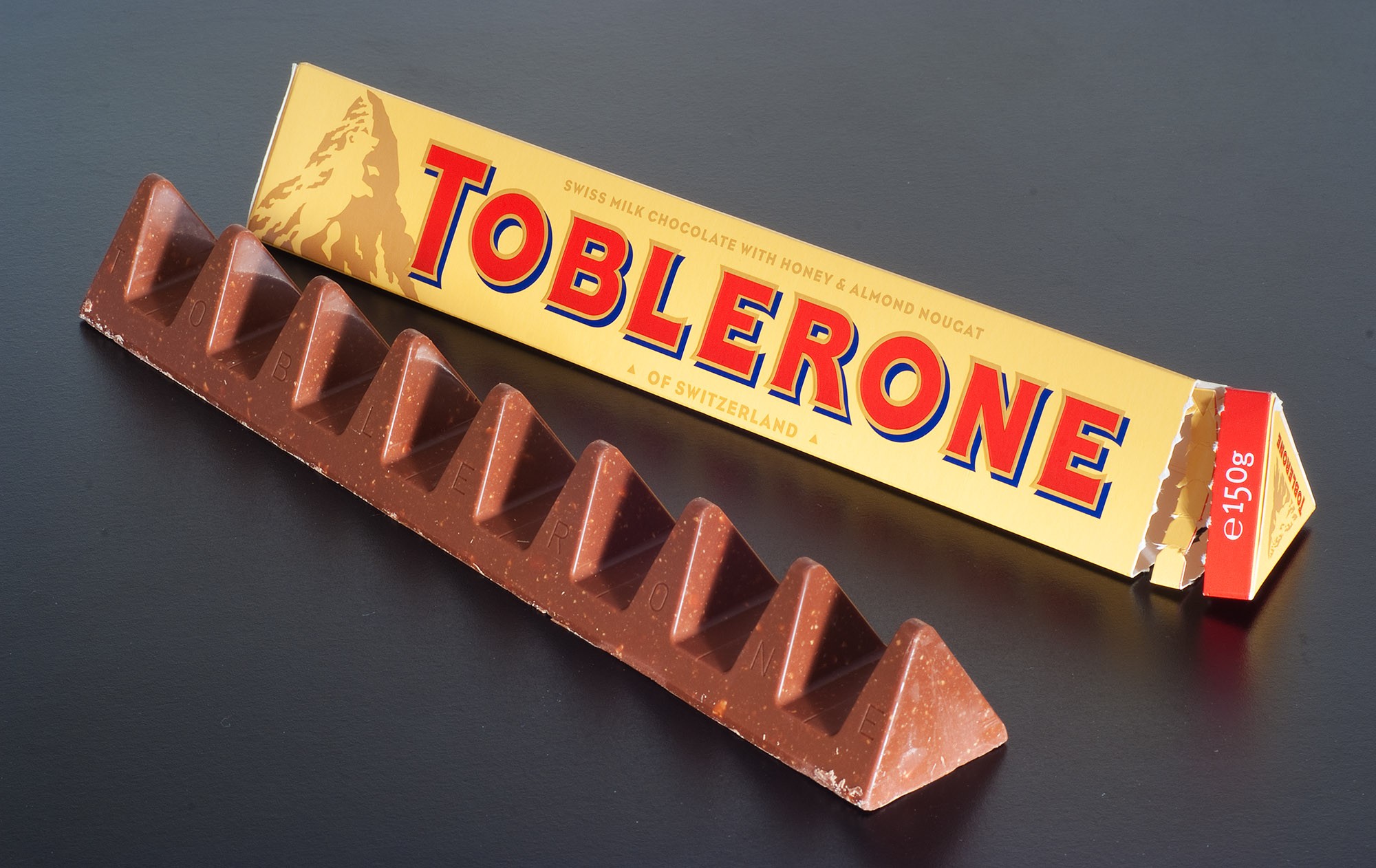
Toblerone.

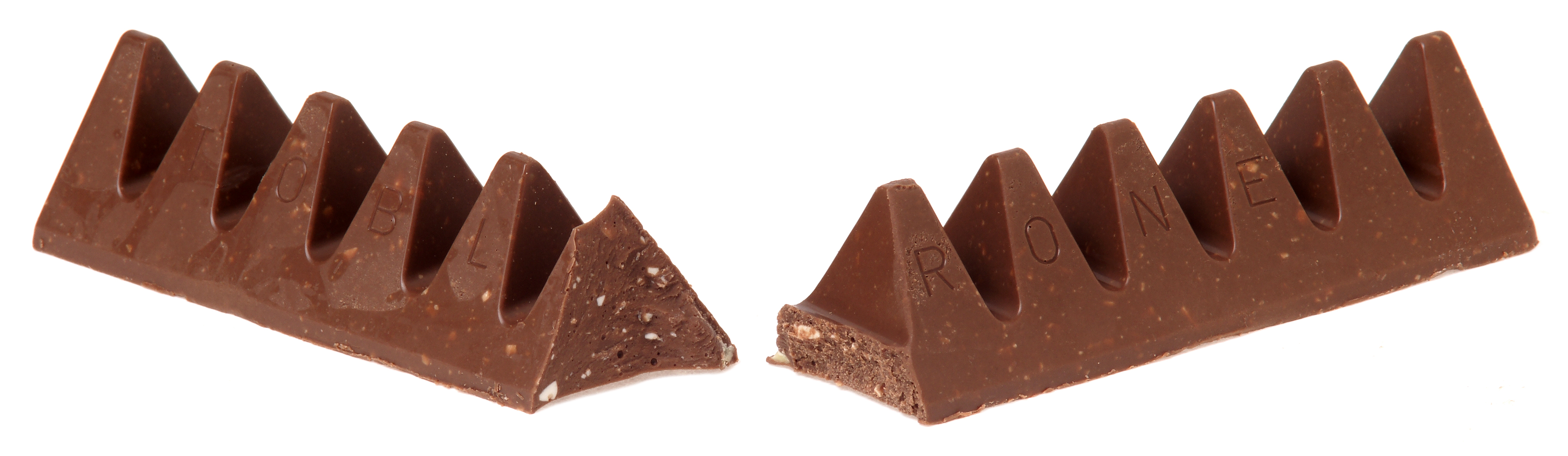
Itubruten Tobleronestång.

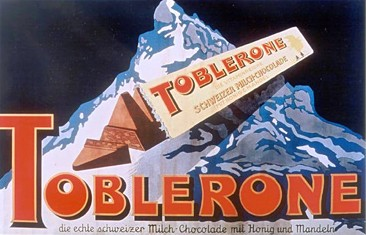
Reklamskylt från 1920-talet.

Toblerone är ett varumärke för en chokladkaka, för närvarande ägt av Mondelēz International, tidigare känt som Kraft Foods, som köpte produkten från tidigare ägaren Jacobs Suchard 1990. Produkten är känd för sin karaktäristiska trekantiga form, formad som ett prisma. Bokstäverna T-O-B-L-E-R-O-N-E återfinns på de triangelformade chokladbitarna.

## Historia
Toblerone skapades av Theodor Tobler (1876-1941) i Bern, Schweiz, 1908. Tobler och hans kusin Emil Baumann utvecklade en mjölkchokladkaka med honung och mandelnougat. Tobler ansökte om patent för tillverkningsprocessen i Bern 1909. Samma år varumärkesskyddades också namnet.

## Namn
Produktens namn är ett teleskopord bestående av Toblers namn och det italienska ordet torrone, en nougat av honung och mandel.

## Producenter
Tobler drev chokladföretaget fram till 1930-talet, då det efter ekonomiska problem togs över av några banker, för att efter flera överlåtelser köpas av Kraft år 1990. Den nuvarande ägaren Mondelēz International är en avknoppning från Kraft Foods.

## Förpackning
| Logotypen för Toblerone avbildar berget Matterhorn. Något mer dold är den björn i profil, som refererar till Berns stadsvapen. |  | Logotypen för Toblerone avbildar berget Matterhorn. Något mer dold är den björn i profil, som refererar till Berns stadsvapen. |
| Logotypen för Toblerone avbildar berget Matterhorn. Något mer dold är den björn i profil, som refererar till Berns stadsvapen. |  | |

På Toblerone-förpackningarna är berget Matterhorn i Schweiz avbildat. Många tror att formen på Matterhorn i schweiziska Alperna gav Theodor Tobler inspirationen till Toblerones triangulära form, men enligt hans söner kommer formen från den pyramidformation som dansare på Folies Bergère skapade under en föreställning som Theodor Tobler såg. En något dold symbol på förpackningen är profilen av en björn stående på bakbenen, placerad framför Matterhorn. Björnen har samma ljusa färg som bakgrunden varför den först kan vara svår att se. Björnen refererar till chokladens ursprung, det vill säga staden Bern som har en brunbjörn i sitt stadsvapen.

### Nytt motiv på förpackning
I mars 2023 meddelades att Mondelez, som i slutet av 2023 flyttar tillverkningen av Toblerone till Slovakien, måste byta logga på förpackningen, då man inte längre får använda Matterhorn och björnen. Reglerna är att 80 procent av ingredienserna i en produkt måste komma från Schweiz för att få marknadsföra sig som "gjord i Schweiz" och sedan 2017 finns det regler kring hur man får använda den schweiziska flaggan på förpackningar till livsmedel.

## Tillverkning och distribution
Toblerone tillverkas i Bern och distribueras av Mondelēz International. Den finns som mjölkchoklad, vit choklad och mörk choklad och sedan 1973 en med frukt och nötter.